# Glockengießerei Spannagl
Die Glockengießerei Spannagl war eine historische Glockengießerfamilie in Regensburg.

## Geschichte
Joseph Anton Spannagl wurde am 19. September 1804 als Sohn eines Glockengießers  in Straubing geboren. Er ging nach Regensburg und erhielt 1833 das Glockengießerrecht und war dort am Jesuitenplatz als Stück- und Glockengießer tätig.
Nach dem Tod von Joseph Anton Spannagl am 12. Juni 1866 übernahm Lothar Spannagl, geboren am 6. April 1840 den Betrieb und fertigte einige hundert Glocken an. Lothar Spannagl starb am 14. April 1901. Mit ihm endete die Tradition der Glockengießerfamilie in Regensburg.

## Bedeutung
Die Firma Spannagl fertigte in ihrer aktiven Zeit 1663 Glocken an. Viele gingen durch die Materialablieferungen der beiden Weltkriege verloren.

## Trivia
Da Fahrradfahrer eine Zulassung benötigten war Max Spannagl 1869 der erste nachweisbare Fahrradfahrer in Regensburg, der dann seine Runden auf dem Pedalvelociped drehte.

## Glocken der Firma (Auswahl)
- Mariä Himmelfahrt, Semerskirchen
- St. Josef, Ziegetsdorf
- St. Sebastian, Landshut
- St. Cäcilia, Regensburg
- St. Michael, Hofdorf